# Alvin Goldman
Alvin Goldman   (Brooklyn, 1 d'octubre de 1938 - 4 d'agost de 2024) va ser un filòsof especialitzat en cognició i filosofia de la ment. Destacà per la classificació de les diferents accions humanes i per les nocions d'epistemologia social o la teoria del coneixement que influeix en decisions comunitàries com les eleccions. És considerat un seguidor de l'escola analítica per la seva anàlisi científica dels problemes filosòfics tradicionals.